# 罗氏蛸
罗氏蛸，八腕目章鱼科双章鱼属的一个种，主要分布于红海，最大胴体长度60毫米。